# Carlos Rubio López de la Llave
Carlos Rubio López de la Llave (Cazalegas, Toledo, 1951) es un profesor y traductor español, experto en literatura japonesa.

## Biografía
Nació en Cazalegas y se crio en Talavera de la Reina. Se doctoró en Lingüística Aplicada en 1976 en la Universidad de California en Berkeley y fue profesor de la Universidad Complutense de Madrid (CES Felipe II de Aranjuez) y en Casa Asia. Entre 1985 y 1990 fue profesor de español en la Universidad de Tokio (Komaba). También ha dado clase en Estados Unidos, Irak y Corea del Sur. Entre 1995 y 2005 dirigió los cursos de español para extranjeros de la Universidad de Castilla-La Mancha en Toledo, y entre 2005 y 2007 los de la Universidad Internacional Menéndez Pelayo en Santander.
Rubio es el autor de un método de enseñanza de español para japoneses llamado Hajimete no Supeingo (Iwanami, 1988). Ha sido director de cursos de español para extranjeros en la Universidad de Castilla-La Mancha entre 1995-2005, en Toledo, y de la Universidad Internacional Menéndez Pelayo en Santander, entre los años 2005 y 2007.
Por su fomento de la enseñanza de la lengua y la cultura japonesas, recibió en 2014 la Orden del Sol Naciente de Rayos Dorados y Cinta Colgante.

## Publicaciones y labor editorial
Su obra Claves y textos de la literatura japonesa (Cátedra, 2007) es una revisión de la historia de la literatura japonesa en español. Otros libros suyos son Los mitos de Japón (Alianza, 2011), la antología poética El pájaro y la flor (Alianza, 2009), El Japón de Haruki Murakami (Aguilar, 2012) y Mil años de literatura femenina en Japón (Satori, 2021).
Coeditó dos diccionarios, el Kenkyusha (español-japonés, reeditado como La Puerta) y el Crown (japonés-español, editado por Sanseido, 2004).
Dirige la colección Maestros de la literatura japonesa de la editorial Satori y el proyecto Gran diccionario Sakura de la cultura japonesa.
Como traductor y estudioso, se ha ocupado de la obra de numerosos autores japoneses como Natsume Soseki (del que tradujo Kokoro), Yukio Mishima (del que tradujo, entre otras obras, Confesiones de una máscara) y Kafū Nagai.